# Habitatge al carrer Major, 1-3 (Almoster)
L'Habitatge al carrer Major, 1-3 és una casa d'Almoster (Baix Camp) protegida com a Bé Cultural d'Interès Local.

## Descripció
Edifici entre mitgeres situat al carrer Major. Es tracta d'un casal que destaca per la composició de la façana, a través de la disposició simètrica de les obertures. Els tres portals de la planta baixa, un dels quals es d'arc rebaixat i amb les dovelles vistes. El primer pis destaquen els balcons amb volades de pedra motllurada i les baranes metàl·liques que segueixen una mateixa línia decorativa geomètrica i de reminiscències vegetals.